# Независна радничка партија Југославије
Независна радничка партија Југославије (НРПЈ) је била политичка партија у Краљевини Југославије, која је постојала од 1923. до 1924. године. Ова партија представљала је легалан облик рада, тада илегалне, Комунистичке партије Југославије (КПЈ).
Оснивачка конференција НРПЈ одржана је у Београду 13. и 14. јануара 1923. године. На конференцији је био усвојен Програм и Статут партије, који се умногоме није разликовао од Програма и Статута КПЈ, донесеног на Вуковарском конгресу, 1920. године. Руководство НРПЈ је било у рукама десне фракције КПЈ. НРПЈ је имала и свој легални орган „Радник“, који је заменио „Радничке новине“, а августа 1923. године покренут је и теоретски часопис „Борба“.
Одлуке Треће земаљске конференције КПЈ, одржане децембра 1923. године у Београду, саопштене су партијском чланству путем листа „Радник“, органа НРПЈ, а на осниву њих је у НРПЈ спроведен референдум и велика већина чланова их је усвојила. На овом референдуму изабрано је и ново руководство НРПЈ, на челу са Тришом Кацлеровићем.
Партија је учествовала на изборима у марту 1923. године и освојила 24.321 глас. Министарство у. д. није дозволило одржавање конгреса партије у новембру. 11. јула 1924. године власт је донела одлуку о забрани партијских органа „Радника“ и „Борбе“, неколико дана након што су забрањене брошуре "Македонија Македонцима! Земља земљорадницима!" и "Улога пролетерске омладине" а на основу којих је Управа града Београда поднела тужбу по закону о заштити државе. Министарство унутрашњих дела истог дана доноси одлуку о растурању синдиката и партије. Канцеларије страначке су се налазиле у Косовској улици 43 у Београду. Партија је имала конгрес 24. новембра 1924, упућен је позив на сарадњу ХРСС. Шест бивших посланика је након овога напустило странку.
Министар унутрашњих дела је 13. децембра 1924. године донео одлуку о забрани ("растурању") те партије, која је повезивана са комунистима. Оснивачи су јој били вођи комунистичке странке која је укинута после Обзнане и Закона о заштити државе. Као аргумент је узета одлука Земаљског већа НРП, у којој је стајало да је дужност странке да се избори да буду формиране независне државе попут Хрватске, Македоније и Црне Горе, као и "ослобођења Албаније".